# トードス・オス・サントス
トードス・オス・サントス（ポルトガル語: Todos os Santos）とは、長崎県長崎市で最初に建てられた教会。ポルトガル語で「諸聖人」の意。
永禄12年（1569年）に領主大村純忠の家臣、長崎甚左衛門純景が宣教師ルイス・デ・アルメイダに与えた土地に、カトリック教会の司祭、ガスパル・ヴィレラ神父によって建てられた。
50年後、江戸幕府による禁教令によって取り壊され、跡地に臨済宗建仁寺派の春徳寺が建立された。
当時の遺構として切支丹井戸（外道井）が残っており、近くにある水場（トッポ水）に交通し、非常用脱出路であったとされる。また、祭壇に使っていたのではないかと考えられる大理石の石板がある。

## 歴史
- 永禄12年（1569年）ヴィレラ神父によって長崎甚左衛門がルイス・デ・アルメイダに与えた土地に建てられた。
- 慶長2年（1597年）セミナリヨの一部コレジヨと金属活字印刷所が一時的にここに移された[4]。
- 慶長7年（1602年）修練院が開かれた。
- 慶長8年（1603年）焼き討ちにあったため新しい教会堂が建てられた。
- 慶長17年（1612年）有馬から追放されたセミナリヨが移転した[5]。
- 元和5年（1619年）まで教会の建物が残存。
- 元和6年（1620年）江戸幕府の禁教令により取り壊され、跡地に華厳山春徳寺が建立された。

## 所在地
長崎県長崎市夫婦川町11－１（現・春徳寺）

## 交通
- 長崎電気軌道「新中川町」電停下車　徒歩約7分
- 長崎県営バス「中川町」下車、徒歩約7分
- JR長崎駅前から車で約15分

## 周辺
- シーボルト宅跡
- シーボルト記念館
- 鶴城跡（城の古址）